# Entedon auratus
Entedon auratus är en stekelart som först beskrevs av Masi 1924.  Entedon auratus ingår i släktet Entedon och familjen finglanssteklar. Inga underarter finns listade i Catalogue of Life.